# Économie de la République dominicaine
L'économie de la république dominicaine dépend principalement du commerce extérieur, des services, des mines, de l'industrie pharmaceutique, des composants électroniques, des équipements médicaux, du secteur textile et de la chaussure et du tourisme, ces secteurs étant les piliers d'une économie diversifiée et d'une industrie très développée.
En 1986, après la signature d’un accord entre le gouvernement et le FMI et la politique d'austérité qui s'est ensuivie, les classes populaires, devant l’aggravation de la situation sociale, se sont rebellées. Une rébellion réprimée dans le sang. Plus d’une centaine de personnes furent tuées
En 2003 et 2004, le pays a connu, sur fond de divers scandales dont celui de la Banco Intercontinental, une grave crise financière conduisant à une forte dévaluation du peso dominicain de près de 60 % par rapport au dollar américain, une inflation importante (plus de 40 %, la plus élevée en Amérique latine) et une crise de l'endettement à la suite des injections massives d'argent public dans les banques en faillites. Cette crise financière s'est accompagnée d'une baisse considérable du niveau de vie des habitants.
Dix ans plus tard, la République dominicaine est devenue le principal bénéficiaire des investissements étrangers en Amérique centrale et dans les Caraïbes. Le pays attire d'importants capitaux étrangers, entreprises et transnationales en raison de sa stabilité politique et économique, mais surtout de sa position géographique au centre du continent. De plus, le pays possède d'importants gisements miniers d'or, d'argent, de nickel, de marbre et d'ambre. Le pays est actuellement considéré comme le Singapour des Caraïbes en matière d'infrastructures et de consommation[réf. nécessaire], il compte environ plus de 7 millions de consommateurs internes potentiels et plus de 900 millions de consommateurs externes. Tout cela grâce à des accords de libre-échange avec des pays économiquement plus développés et un taux d'endettement quant au produit intérieur brut inférieur à 50 %.

## Économie secteur par secteur

### Agriculture
Chaque année, pour la saison de la récolte de la canne à sucre, environ vingt-cinq mille Haïtiens rejoignent la République dominicaine. Pour beaucoup, ils se retrouvent à la merci des grands propriétaires dominicains ; leurs papiers leur sont confisqués à leur arrivée et ils sont entassés dans des baraquements parfois entourés de barbelés, sans eau potable ni électricité. Ils doivent travailler de l’aube à la tombée de la nuit pour un salaire très faible et les punitions peuvent aller jusqu'aux mutilations. Leur situation est dénoncée comme une forme d'esclavage contemporain par des journalistes.
La récolte terminée, la grande majorité de ces travailleurs, endettés et en situation illégale, ne peuvent quitter le pays. Leurs enfants, dont le nombre était estimé à 250 000 en 2008, ne sont pas reconnus par les autorités et sont apatrides, le plus souvent sans accès à l’école ni aux soins médicaux et pour la plupart forcés de travailler dans les plantations dès qu’ils atteignent l’âge de tenir une machette .

#### Céréales et cultures industrielles
Production de sucre de canne, café, cacao, tabac, riz et maïs.

#### Fruits et légumes
La République dominicaine est l'un des 5 principaux producteurs mondiaux de papaye et d'avocat et l'un des 10 plus grands producteurs de cacao.
En 2018, la République dominicaine a produit :
- 644 mille tonnes d'avocat (c'est le deuxième producteur au monde);
- 1 million de tonnes de papaye (c'est le quatrième producteur au monde);
- 5,2 millions de tonnes de canne à sucre;
- 1 million de tonnes de banane;
- 85 mille tonnes de cacao;
- 442 mille tonnes d'huile de palme;
- 407 mille tonnes d'ananas;
- 403 mille tonnes de noix de coco;
- 627 mille tonnes de riz;
- 160 mille tonnes de manioc;
- 136 mille tonnes d'oranges;
- en plus de petites productions d'autres produits agricoles comme la pomme de terre, le citron, le melon, l'oignon et l'igname.

### Élevage
Niveau de production en 2001 :
- Volaille : 203 000 tonnes
- Bœuf : 71 000 tonnes
- Lait : 420 000 tonnes

Le pays souffre d'un niveau d'importation trop élevé de céréales destinés à l'alimentation animale, principalement en provenance des États-Unis.

### Forêts
La végétation en République dominicaine est très variée et luxuriante. Il y a beaucoup de déforestation, mais afin de préserver les espaces naturels, on peut compter seize parcs nationaux. Ceux-ci occupent 10 % de la superficie du pays, dans laquelle on retrouve 8 000 espèces de plantes, dont la trinitaria (Bougainvillea), la fleur nationale du pays.

### Pêche
Niveau de production en 2017 : 17 000 tonnes.
Composition de la pêche : marlin, bar, maquereau roi, thon, vivaneau, etc.

### Industrie et matières premières
La pays dépend principalement de l'importation de pétrole et de charbon (77 % de la production électrique). En 2019, un premier Appel d'offres a été lancé pour l'exploration pétrolière locale.
Partout dans le pays, il y a des petites industries qui se spécialisent dans la transformation des produits agricoles. Ils font entre autres, de la mélasse, le raffinage du sucre et la confection de cigarettes.
En 2017, l'industrie minière y est très importante : le cuivre (8e producteur du continent américain), l'ambre, le nickel (20e producteur mondial), le fer, l'or (23e producteur mondial) et l'argent (19e producteur mondial) sont les minerais ou ressources les plus présents. Les principales mines sont : Cerro De Maimon, Falcondo et Pueblo Viejo.

### Services
En 2014, le secteur tertiaire représentait 61,7 % du PIB.
Les principaux secteurs sont le tourisme, la finance, l'import-export et les services publics. En 2022, la Suisse est devenu le premier client à l'exportation, devant les États-Unis.